# Уиндом, Уильям
Уильям Уиндом (англ. William Windom; 10 мая 1827 — 29 января 1891) — американский политик, член Республиканской партии, 33-й и 39-й министр финансов США.

## Биография
Уильям Уиндом родился в округе Белмонт, штат Огайо. В 1850 году получил юридическое образование, а в 1852 году Уиндом был избран прокурором округа Кнокс, Огайо. В 1855 году он переезжает в территорию Меннесота и поселяется в городе Уинона.
4 марта 1859 года Уиндом становится членом Палаты представителей от Республиканской партии. В 1870 году, в связи со смертью сенатора Дэниела Нортона, Уиндом становится сенатором. Он занимал этот пост с 15 июля 1870 по 22 января 1871 года, пока его место не занял Озор Стернс C 1881 по 1883 вновь был сенатором и председателем комитета по международным отношениям.
В марте 1881 года президент Джеймс Гарфилд назначил Уильяма Уиндома на должность министра финансов США. После смерти Гарфилда, Уиндом сохранил свой пост при новом президенте, Честере Артуре. После отставки в 1883 году вернулся к юридической практике. В 1889 году Уильям Уиндом второй раз стал министром финансов, при Бенджамине Гаррисоне.
Умер Уильям Уиндом 29 января 1891 года, был захоронен на кладбище Рок-Крик в Вашингтоне.